# Manuel Navarro Fuerte

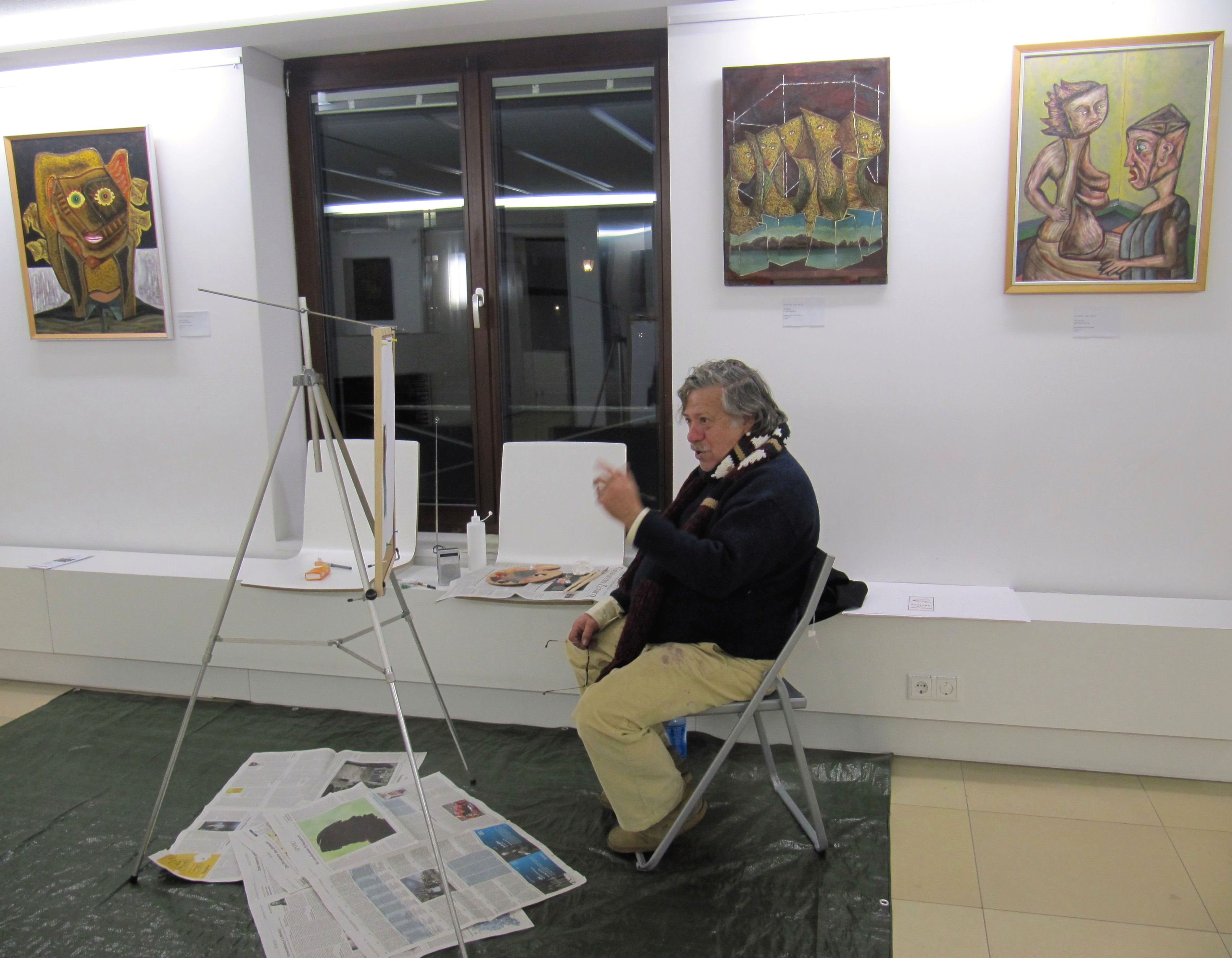
Navarro Fuerte en Nürnberg.

Manuel Navarro Fuerte  (Córdoba, 1937) es un pintor español de gran trayectoria y reconocimiento internacional que nació en los años de la guerra civil española y creció durante el apogeo de la dictadura de Francisco Franco. Después de residir en Norteamérica por muchos años volvió a Córdoba, en Andalucía, donde tiene su atelier. Navarro Fuerte se define a sí mismo como un "pintor tradicional".

## Formación escolar
- 1943-51 Cursó estudios en la Escuela Elemental de Córdoba y Sevilla (España).

## Formación artística
- 1951 Cursó estudios en la Escuela de Artes de Córdoba
- 1955 Participó en una exposición de pintores españoles y extranjeros, organizada por el Ayuntamiento de Córdoba, donde le conceden un tercer premio, medalla de bronce
- 1956 Participó en la exposición de pintores españoles organizada por la Diputación de Córdoba, donde le conceden un premio y beca de estudios por un periodo de tres años
- 1957 Termina en la Escuela de Artes de Córdoba
- 1958-63 Cursa estudios por cinco años en la Facultad de Bellas Artes, para doctorarse, en Sevilla y Barcelona.

## Exposiciones
- 1960 Participa en la Bienal del Salón de mayo en Barcelona, organizada por el director de Museos de Artes de España
- 1963 Participa en la Exposición del Salón de Otoño en el cual le conceden un tercer premio; en el mismo año termina Las Bellas Artes, con un viaje a Italia
- 1964 Participa en la Internacional de pintores, en el Palacio de la Virreina, organizada por el director de Museos de España, donde presentan sus cuadros en propiedad del Museo de Arte Moderno de la Ciudadela de Barcelona. En este año también expone una personal en la Galería de Ballarte, Barcelona y en Madrid, en la Galería Toixon
- 1965 Ginebra (Suiza), expone en la Galería Belnardo, con pintores americanos y suizos. El mismo año se traslada a Zúrich donde participa en una Internacional, en la Galería Burdeker. A continuación expone una personal en la Galería Burdeker, pasando cuadros suyos en propiedad de un coleccionista de Winterthur, S. Franz Muller (Suiza)
- 1966 Düsseldorf (Alemania), expone una personal en la Galería Alexa, Alexanderstr,32. En el mismo año pasó a Colonia donde participó en una exposición de pintores internacionales, en la Galería Emmi Rieger. En el mismo año se traslada a España, en Madrid para participar en el Salón Contemporáneo
- 1968 Expone una personal en la Galería I Levante, donde pasan cuadros suyos en propiedad del coleccionista, Mondadori, quedando cuadros en propiedad de la Galería. En el mismo año se traslada a Canadá
- 1969 Colectiva en la Galería Internacional New York City (USA) y Galería Isabel Ducan
- 1971 Exposición individual en Brooklyn, New Cork (USA)
- 1972 Colectiva en Continental Gallery Ltd. Brooklyn, New Cork (USA)
- 1975 Isabel Ducan Gallery, New York-New York (USA)
- 1978 Creative Art Gallery 6042 Madison St. New York-New York
- 1980 Gallería Almudaina, Calle Morey, 7, Palma de Mallorca (España)
- 1981 Silverton Gallery New Denver (Canadá)
- 1983 Vicent Price Art Gallery. 140 E. Ontario, Vancouver. (Canadá)
- 1985 Haward Art Galleries Inc. 5960 N-Bway
- 1987 Gallery El Cisne. Ámsterdam
- 1989 Miembro Activo Picture Loan Society of Ontario. Gallery of Art Creyhounh Computer. (Canadá)
- 1990 Silverton Gallery New Denver B.C. (Canadá)
- 1993 Colectiva en Novart. Monte Esquinza, 17. Madrid
- 1994 Expone una personal en la Casa de la Cultura de Arroyo de la Miel, Benalmádena – Málaga, España.
- 1996 Expone en el Hotel Sirocco de Torremolinos –Málaga
- 1997 Expone en la Casa de Cultura del Ayuntamiento de Estepota, Málaga
- 1998 Expone en Toby’s Bar Gallery de Montilla –Córdoba (España)
- 1999 De regreso a Canadá. Expone en Silverton Gallery Vancouver B.C. y ese mismo año expone en la Casa-Museo del Ayuntamiento de Mijas, Málaga
- 2000 Expone una antológica en la Diputación de Córdoba (España), patrocinada por la Delegación de Cultura de la misma. Ese mismo año expone en la cafetería Thasos, Córdoba (España)
- 2002 Sala Aires. Asociación Aires de Córdoba, (España).2003 Sala Aires. Asociación Cultural Aires de Córdoba, (España)
- 2012 Expone en la Casa Internacional del [[Ayuntamiento de Núremberg]], Alemania. Allimismo instala por cuatro semanas su Atelier, donde es visitado diariamente por el público.

Manuel Navarro Fuerte ha dedicado casi toda su vida a la creación artística. Su pintura es catalogada por los críticos de arte como surrealista. Francisco Arroyo considera que los trabajos de Manuel Navarro Fuerte "nos muestran de forma alegórica las transmutaciones del ser humano producidas en el medio social y familiar, al igual que la interrelación hombre-mujer y su posicionamiento dentro del cosmos".
Según la periodista alemana Jasmin Siebert, la obra de Manuel Navarro Fuerte "está influenciada por el arte español de principios del siglo XX e incluye sutilmente una perspectiva erótica. Por su parte el crítico de arte Günter Braunsberg señala que "las obras de Navarro Fuerte se ubican en la perspectiva del cubismo y el surrealismo".